# On the Run II Tour
On the Run II Tour, también conocido bajo las siglas OTR II Tour, fue la segunda gira de conciertos que la cantante estadounidense Beyoncé y el rapero Jay-Z, conocidos en conjunto como The Carters, realizan juntos. Recorren 46 ciudades repartidas entre Europa y Norteamérica durante el verano y otoño de 2018, comenzando el 6 de junio de 2018 en el Millennium Stadium de Cardiff y finalizando en Seattle el 4 de octubre de 2018 en el CenturyLink Field.  
El 13 de mayo se anunció vía Twitter que los teloneros de la etapa norteamericana de la gira serían el dúo de R&B Chloe x Halle y DJ Khaled.
Siguiendo la conclusión del segundo concierto que ofrecieron en Londres el 16 de junio de 2018 sorprendieron al mundo con la publicación del álbum de estudio Everything Is Love bajo el nombre de The Carters (Beyoncé y Jay-Z). Este álbum pasaría a ser el séptimo de Beyoncé (tercero sorpresa) y el decimocuarto de Jay-Z. El vídeo musical de "Apeshit" fue proyectado en la pantalla horizontal del escenario. Cuando este concluyó, se pudo leer las palabras ALBUM OUT NOW, revelando que el álbum se podía ya comprar en Tidal (exclusivamente).
On the Run II Tour tuvo una asistencia del 100% y unos ingresos que sumaron $254 millones.

## Antecedentes
El 5 de marzo de 2018, lo que parecía ser la primera fecha de la gira fue revelada por error en las páginas de Facebook y Ticketmaster de Beyoncé pero ambas fueron eliminadas de manera inmediata. Sin embargo, muchos fanáticos capturaron la imagen del anuncio del evento en sus teléfonos. Según dichas filtraciones, la gira comenzaría el 30 de julio en el Lincoln Financial Field de Philadelphia. La gira sería una especie de segunda parte de su anterior gira conjunta On the Run Tour llevada a cabo pocos años atrás.
Días más tarde, más concretamente el 12 de marzo, ambos cantantes anunciaron de manera formal su nueva gira conjunta en sus respectivas redes sociales mediante un breve vídeo en formato blanco y negro. En dicho día se anunciaron 36 fechas en total: 15 en Europa y 21 en América del Norte. La preventa de las entradas comenzó el 14 de marzo de 2018 y solo se podría acceder a ella mediante una cuenta de Beyhive, el club de fanes oficial de la intérprete de Single Ladies o bien mediante una cuenta de Tidal, plataforma de streaming de música creada por Jay-Z. Las entradas para dichas presentaciones a modo de venda general fueron disponibles a partir de la mañana del 19 de marzo de 2018. El 20 de marzo, tan solo un día después a que las entradas salieran a la venta, se añadieron segundos espectáculos en Londres, Ámsterdam, París, East Rutherford, Atlanta, Chicago, Landover, Houston y Pasadena además de anunciar nuevos conciertos en Columbus, Columbia y Seattle debido a la alta demanda y expectación creada. De hecho, las entradas para dichos conciertos se vendieron en poco menos de una hora.

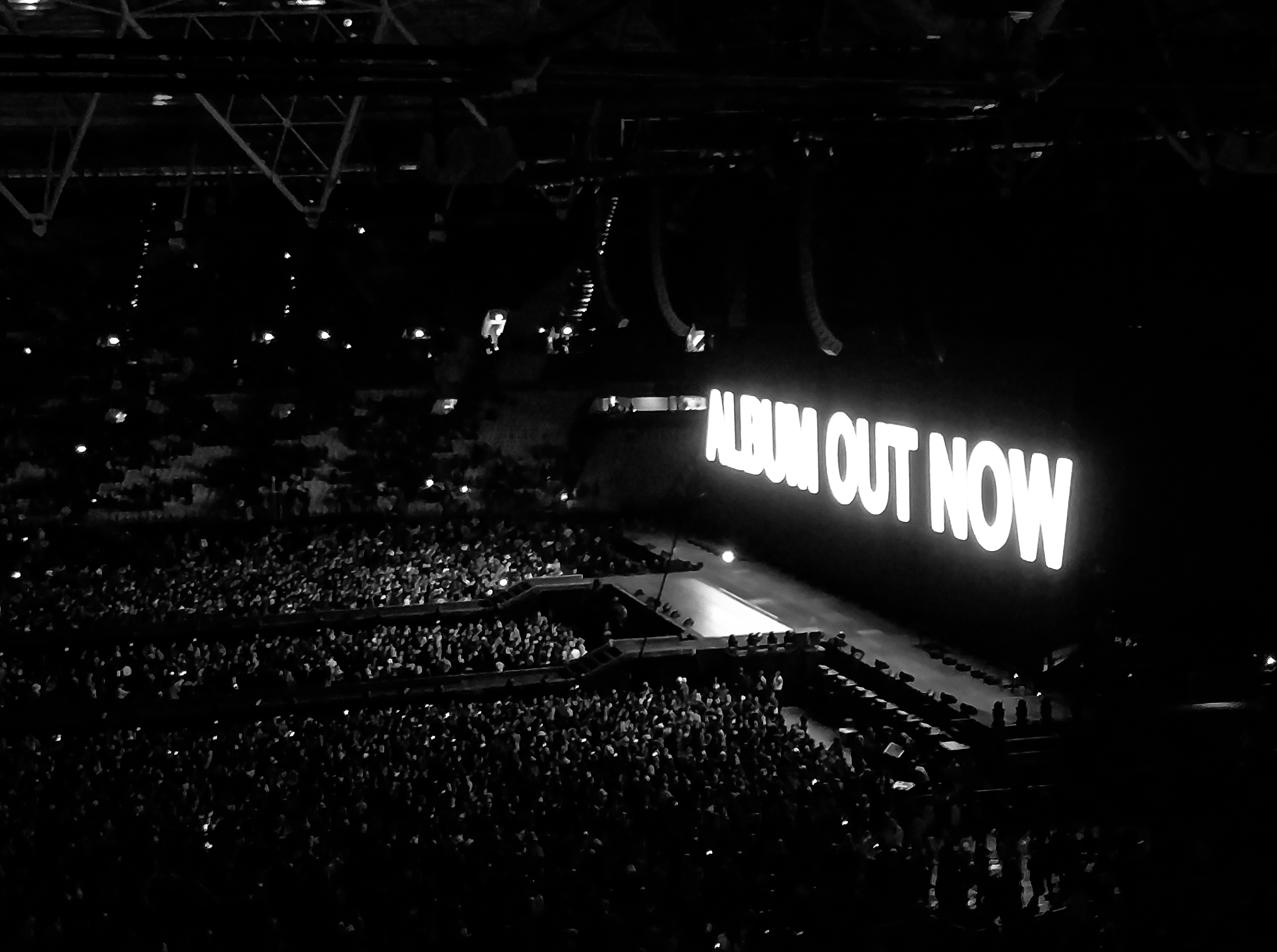
Anuncio en Londres de la publicación del álbum: Everything Is Love.

## Producción
La gira de conciertos cuenta con una de las mayores producciones en cruzar el Atlántico para ofrecer conciertos en Europa. El escenario (de más de 60 metros de ancho) cuenta con dos pasarelas paralelas entre las que se encuentra el Club Carter (entrada VIP). La parte frontal del escenario se eleva en forma de plataforma y cruza por encima del Club Carter. La pantalla horizontal se divide en dos para desvelar una pared vertical en las que hay bailarines y una banda de viento. Un ascensor lleva a los intérpretes desde la parte superior de la pantalla hasta la inferior. Un importante despliegue audiovisual y pirotécnico aportan a la gira una mayor espectacularidad de la que ya tiene de por sí.

## Recepción

### Comercial
El 12 de marzo de 2018, la empresa estadounidense dedicada a la música, Billboard declaró que la gira podría duplicar los ingresos brutos del On the Run Tour, y pronostica que podría recaudar entre 180 millones y 200 millones de dólares, si se replica el éxito de la gira anterior. Tras la el último concierto en Seattle, Billboard informó que la gira tuvo unos ingresos de $254 millones.  

## Repertorio
1. Holy Grail
2. Part II (On the Run)
3. 03 Bonnie & Clyde
Acto 1 Los dos
4. Drunk in Love
5. Irreplaceable
6. Diva
Acto 2 Jay Z
7. Clique
8. Everybody Mad
Acto 3 Beyónce
9. Dirt Off Your Shoulder
10. On to the Next One
11. FuckWithMeYouKnowIGotIt
Acto 4 Jay Z
12. ***Flawless (remix)
13. Feeling Myself
14. Naughty Girl
Acto 5 Beyonce
15. Big Pimpin
16. Nice
Acto 6 Los dos
17. Run this Town
Acto 7 Beyónce
18. Baby Boy
19. Mi Gente
20. Mine
21. Bam
22. Black Effect
23. Countdown
24. Sorry
Acto 8 Los dos
25. 99 Problems
Acto 9 Beyónce
26. Ring the Alarm
27. Don't Hurt Yourself
28. I Care 
Acto 9 Beyónce
29. 4:44
30. Song Cry
Acto 10 Jay Z
31. Resentment
Acto 11 Los dos
32. Family Feud
33. Upgrade U
Acto 12 Beyónce
34. Niggas in Paris
35. Beach is Better
Acto 13 Jay Z
36. Formation
37. Run the World (Girls)
Acto 14 Beyónce
38. Public Service Announcement
39. The Story of O.J.
Acto 15 Los dos
40. Déjà vu
41. Show Me What You Got
42. Do my...
43. Crazy in Love
44. Down for my Niggaz
45. Freedom
Acto 16 Beyónce
46. U Don't Know
Acto 17 Los dos
47. Young Forever
48. Perfect Duet
49. Apeshit
50. The End

## Fechas
| Fecha                    | Ciudad          | País           | Recinto                         | Telonero                | Entradas vendidas / Disponibles | Recaudación  |
| ------------------------ | --------------- | -------------- | ------------------------------- | ----------------------- | ------------------------------- | ------------ |
| Europa                   |                 |                |                                 |                         |                                 |              |
| 6 de junio de 2018       | Cardiff         | Reino Unido    | Millennium Stadium              | DJ Tom Clugston         | 39,731 / 39,731                 | $4,186,450   |
| 9 de junio de 2018       | Glasgow         | Reino Unido    | Hampden Park                    | Nasty P                 | 37,963 / 37,963                 | $4,132,251   |
| 13 de junio de 2018      | Mánchester      | Reino Unido    | Estadio Ciudad de Mánchester    | DJ Stylus               | 46,990 / 46,990                 | $5,782,025   |
| 15 de junio de 2018      | Londres         | Reino Unido    | Estadio Olímpico de Londres     | N/A                     | 126,443 / 126,443               | $11,035,860  |
| 16 de junio de 2018      | Londres         | Reino Unido    | Estadio Olímpico de Londres     | N/A                     | 126,443 / 126,443               | $11,035,860  |
| 19 de junio de 2018      | Ámsterdam       | Países Bajos   | Amsterdam Arena                 | DeeJay Abstract         | 97,869 / 97,869                 | $9,753,269   |
| 20 de junio de 2018      | Ámsterdam       | Países Bajos   | Amsterdam Arena                 | DJ Flava                | 97,869 / 97,869                 | $9,753,269   |
| 23 de junio de 2018      | Copenhague      | Dinamarca      | Parken Stadium                  | N/A                     | 45,356 / 45,356                 | $5,741,911   |
| 25 de junio de 2018      | Estocolmo       | Suecia         | Friends Arena                   | N/A                     | 46,647 / 46,647                 | $4,610,554   |
| 28 de junio de 2018      | Berlín          | Alemania       | Estadio Olímpico de Berlín      | N/A                     | 57,155 / 57,155                 | $5,697,111   |
| 30 de junio de 2018      | Varsovia        | Polonia        | Estadio Nacional de Varsovia    | DJ Eprom                | 53,500 / 53,500                 | $4,624,995   |
| 3 de julio de 2018       | Colonia         | Alemania       | Estadio Rhein Energie           | DJ Teddy-O              | 39,501 / 39,501                 | $4,520,814   |
| 6 de julio de 2018       | Milán           | Italia         | San Siro                        | N/A                     | 49,051 / 49,051                 | $4,018,996   |
| 8 de julio de 2018       | Roma            | Italia         | Estadio Olímpico de Roma        | N/A                     | 40,440 / 40,440                 | $3,475,543   |
| 11 de julio de 2018      | Barcelona       | España         | Estadio Olímpico Lluís Companys | N/A                     | 46,982 / 46,982                 | $4,733,549   |
| 14 de julio de 2018      | París           | Francia        | Estadio de Francia              | N/A                     | 111,615 / 111,615               | $10,905,089  |
| 15 de julio de 2018      | París           | Francia        | Estadio de Francia              | N/A                     | 111,615 / 111,615               | $10,905,089  |
| 17 de julio de 2018      | Niza            | Francia        | Allianz Riviera                 | N/A                     | 33,662 / 33,662                 | $3,898,880   |
| Norteamérica             |                 |                |                                 |                         |                                 |              |
| 25 de julio de 2018      | Cleveland       | Estados Unidos | Estadio FirstEnergy             | DJ Khaled Chloe x Halle | 38,931 / 38,931                 | $4,194,376   |
| 27 de julio de 2018      | Landover        | Estados Unidos | FedExField                      | DJ Khaled Chloe x Halle | 81,964 / 81,964                 | $9,437,578   |
| 28 de julio de 2018      | Landover        | Estados Unidos | FedExField                      | DJ Khaled Chloe x Halle | 81,964 / 81,964                 | $9,437,578   |
| 30 de julio de 2018      | Filadelfia      | Estados Unidos | Lincoln Financial Field         | DJ Khaled Chloe x Halle | 54,870 / 54,870                 | $6,709,691   |
| 2 de agosto de 2018      | East Rutherford | Estados Unidos | MetLife Stadium                 | DJ Khaled Chloe x Halle | 99,755 / 99,755                 | $13,886,416  |
| 3 de agosto de 2018      | East Rutherford | Estados Unidos | MetLife Stadium                 | DJ Khaled Chloe x Halle | 99,755 / 99,755                 | $13,886,416  |
| 5 de agosto de 2018      | Foxborough      | Estados Unidos | Gillette Stadium                | DJ Khaled Chloe x Halle | 47,667 / 47,667                 | $4,959,980   |
| 8 de agosto de 2018      | Mineápolis      | Estados Unidos | U.S. Bank Stadium               | DJ Khaled Chloe x Halle | 32,851 / 32,851                 | $3,627,417   |
| 10 de agosto de 2018     | Chicago         | Estados Unidos | Soldier Field                   | DJ Khaled Chloe x Halle | 86,602 / 86,602                 | $12,303,099  |
| 11 de agosto de 2018     | Chicago         | Estados Unidos | Soldier Field                   | DJ Khaled Chloe x Halle | 86,602 / 86,602                 | $12,303,099  |
| 13 de agosto de 2018     | Detroit         | Estados Unidos | Ford Field                      | DJ Khaled Chloe x Halle | 43,699 / 43,699                 | $5,310,376   |
| 16 de agosto de 2018     | Columbus        | Estados Unidos | Ohio Stadium                    | DJ Khaled Chloe x Halle | 68,911 / 68,911                 | $7,063,173   |
| 18 de agosto de 2018     | Orchard Park    | Estados Unidos | New Era Field                   | DJ Khaled Chloe x Halle | 38,053 / 38,053                 | $4,262,076   |
| 21 de agosto de 2018     | Columbia        | Estados Unidos | Williams-Brice Stadium          | DJ Khaled Chloe x Halle | 48,910 / 48,910                 | $4,592,522   |
| 23 de agosto de 2018     | Nashville       | Estados Unidos | Nissan Stadium                  | DJ Khaled Chloe x Halle | 35,353 / 35,353                 | $4,058,910   |
| 25 de agosto de 2018     | Atlanta         | Estados Unidos | Mercedes-Benz Stadium           | DJ Khaled Chloe x Halle | 105,170 / 105,170               | $14,074,692  |
| 26 de agosto de 2018     | Atlanta         | Estados Unidos | Mercedes-Benz Stadium           | DJ Khaled Chloe x Halle | 105,170 / 105,170               | $14,074,692  |
| 29 de agosto de 2018     | Orlando         | Estados Unidos | Camping World Stadium           | DJ Khaled Chloe x Halle | 39,423 / 39,423                 | $4,749,201   |
| 31 de agosto de 2018     | Miami           | Estados Unidos | Hard Rock Stadium               | DJ Khaled Chloe x Halle | 44,310 / 44,310                 | $6,295,535   |
| 11 de septiembre de 2018 | Arlington       | Estados Unidos | AT&T Stadium                    | DJ Khaled Chloe x Halle | 41,626 / 41,626                 | $5,713,124   |
| 13 de septiembre de 2018 | Nueva Orleans   | Estados Unidos | Mercedes-Benz Superdome         | DJ Khaled Chloe x Halle | 40,939 / 40,939                 | $5,437,146   |
| 15 de septiembre de 2018 | Houston         | Estados Unidos | Estadio NRG                     | DJ Khaled Chloe x Halle | 88,022 / 88,022                 | $11,056,837  |
| 16 de septiembre de 2018 | Houston         | Estados Unidos | Estadio NRG                     | DJ Khaled Chloe x Halle | 88,022 / 88,022                 | $11,056,837  |
| 19 de septiembre de 2018 | Glendale        | Estados Unidos | Estadio Universidad de Phoneix  | DJ Khaled Chloe x Halle | 37,174 / 37,174                 | $4,426,568   |
| 22 de septiembre de 2018 | Pasadena        | Estados Unidos | Estadio Rose Bowl               | DJ Khaled Chloe x Halle | 106,550 / 106,550               | $13,464,062  |
| 23 de septiembre de 2018 | Pasadena        | Estados Unidos | Estadio Rose Bowl               | DJ Khaled Chloe x Halle | 106,550 / 106,550               | $13,464,062  |
| 27 de septiembre de 2018 | San Diego       | Estados Unidos | SDCCU Stadium                   | DJ Khaled Chloe x Halle | 42,953 / 42,953                 | $5,445,486   |
| 29 de septiembre de 2018 | Santa Clara     | Estados Unidos | Levi's Stadium                  | DJ Khaled Chloe x Halle | 47,235 / 47,235                 | $7,548,207   |
| 2 de octubre de 2018     | Vancouver       | Canadá         | BC Place                        | DJ Khaled Chloe x Halle | 39,032 / 39,032                 | $4,337,671   |
| 4 de octubre de 2018     | Seattle         | Estados Unidos | CenturyLink Field               | DJ Khaled Chloe x Halle | 40,718 / 40,718                 | $4,888,993   |
| Total                    | Total           | Total          | Total                           |                         | 2,169,942 / 2,169,942 (100%)    | $254,037,862 |

## Personal

### Dirección creativa y producción ejecutiva
- Jay-Z
- Beyoncé
- Ed Burke
- Todd Tourso
- Erin Williams

### Arreglos musicales
- Jay Z
- Beyoncé
- Derek Dixie
- Omar Edwards
- Chris Grant
- Gimel Keaton
- Stuart White

### Coreografía
- Chris Grant
- jaquelado Knight
- Beyonce

### Coreografía adicional
- Beyonce
- Dana Foglia
- Sidi Larbi Cherkaoui
- Jasmine Badie
- Frank Gatson Jr.
- Jamal Rasheed
- Ashanti Ledon
- Dnay Baptiste
- Sheryl Murakami
- Les Twins
- Tanisha Scott
- LaVelle Smith

### Bailarines
- Ashley Everett
- Kimberly "Kimmie" Gipson
- Jasmine Badie
- Dnay Baptiste
- Bianca Brewton
- Hannah Douglass
- Jasmine Harper
- Corbin Hunter
- Dominique Loude
- Tacir Roberson
- Deijah Robinson
- Ashley Seldon
- Quinetta Wilmington
- Rameer Colon
- Habby Jacques
- Huwer "Havoc" Marche
- Jo'Artis "Big Mijo" Ratti
- Britton Shaw
- Nicholas "Slick" Stewart

### Cantantes de respaldo
- Tiffany Moníque Ryan
- Kiandra Richardson
- Steve Epting
- Jerome "J Rome" Wayne

## Incidentes
En el concierto de Varsovia (30 de julio de 2018), la plataforma elevadora se averió, impidiendo que los Beyoncé y Jay-Z pudieran regresar al escenario principal para concluir el concierto.
En el primer concierto de Atlanta ( 25 de agosto de 2018), un asistente al concierto invadió el escenario después de que la pareja interpretara su última canción del concierto "Apeshit". El asistente siguió tras Beyoncé y Jay-Z con intención de llegar hasta los camerinos. Rumores comenzaron a rondar en Twitter alegando que Jay-Z había sido herido por el espontáneo. La publicista de Beyoncé confirmó al finalizar el concierto que nadie había sido herido y que el Sr. y la Sra. Carter no impondrían cargas contra el individuo. 